# Daniel Noboa
Pour les articles homonymes, voir Noboa.
Daniel Noboa Azín, né le 30 novembre 1987 à Miami (États-Unis), est un homme d'affaires et homme d'État équatorien possédant également la nationalité américaine. Il est président de la république de l'Équateur depuis 2023.
Il est le fils d'Álvaro Noboa, entrepreneur milliardaire plusieurs fois candidat à des élections présidentielles.
En 2021, il est élu député. Candidat à l'élection présidentielle anticipée de 2023 avec le soutien de l'Action démocratique nationale (ADN), il l'emporte au second tour face à Luisa González. Devenu à 35 ans le plus jeune président équatorien, il termine le mandat de son prédécesseur démissionnaire, Guillermo Lasso.
Son mandat est marqué par son objectif de lutter contre l'insécurité, qui lui attire des critiques. Renforcé par le succès du référendum de 2024, il est réélu au second tour de l'élection présidentielle de 2025, une nouvelle fois face à Luisa González.

## Famille et vie privée
Daniel Noboa est le fils de la physicienne Anabella Azín et de l'homme d'affaires milliardaire Álvaro Noboa, cinq fois candidat à des élections présidentielles et qualifié à trois reprises au second tour. Sa famille a fait fortune dans le commerce de la banane.
En 2017, Daniel Noboa épouse Gabriela Goldbaum (née en 1987),, dont il divorce en 2019. Celle-ci l'accuse de maltraitance et de ne pas avoir respecté les accords de visite avec leur fille. Il se remarie en 2021 avec l'influenceuse Ángela Lavinia Valbonesi, rencontrée en 2019 et avec laquelle il a un deuxième enfant,.

## Études et carrière
Daniel Noboa étudie à la Stern School of Business (jusqu'en 2010), à la Kellogg School of Management (jusqu'en 2019) et à l'université George-Washington (jusqu'en 2022).
D'abord entrepreneur dans le secteur de l'événementiel, il travaille ensuite auprès de son père, qui contrôle le commerce de la banane en Équateur. L'empire bananier des Noboa a souvent été dénoncé et poursuivi pour travail des enfants, entraves aux syndicats ou fraude fiscale.
Le quotidien brésilien Folha de S. Paulo révèle en octobre 2023 que Daniel Noboa est propriétaire, selon les Pandora Papers, de deux sociétés offshore localisées au Panama. Il est également lié à plusieurs autres entreprises appartenant à son père dans des paradis fiscaux. La loi équatorienne interdit aux candidats à des élections de posséder des actifs dans des paradis fiscaux. Contacté par le quotidien, Daniel Noboa a refusé de s'exprimer à ce sujet.

## Parcours politique

### Mandat de député
Daniel Noboa est élu député lors des élections législatives de 2021 et préside la commission du développement économique, où il fait adopter des lois sur la fiscalité et l'investissement.

### Élection présidentielle de 2023

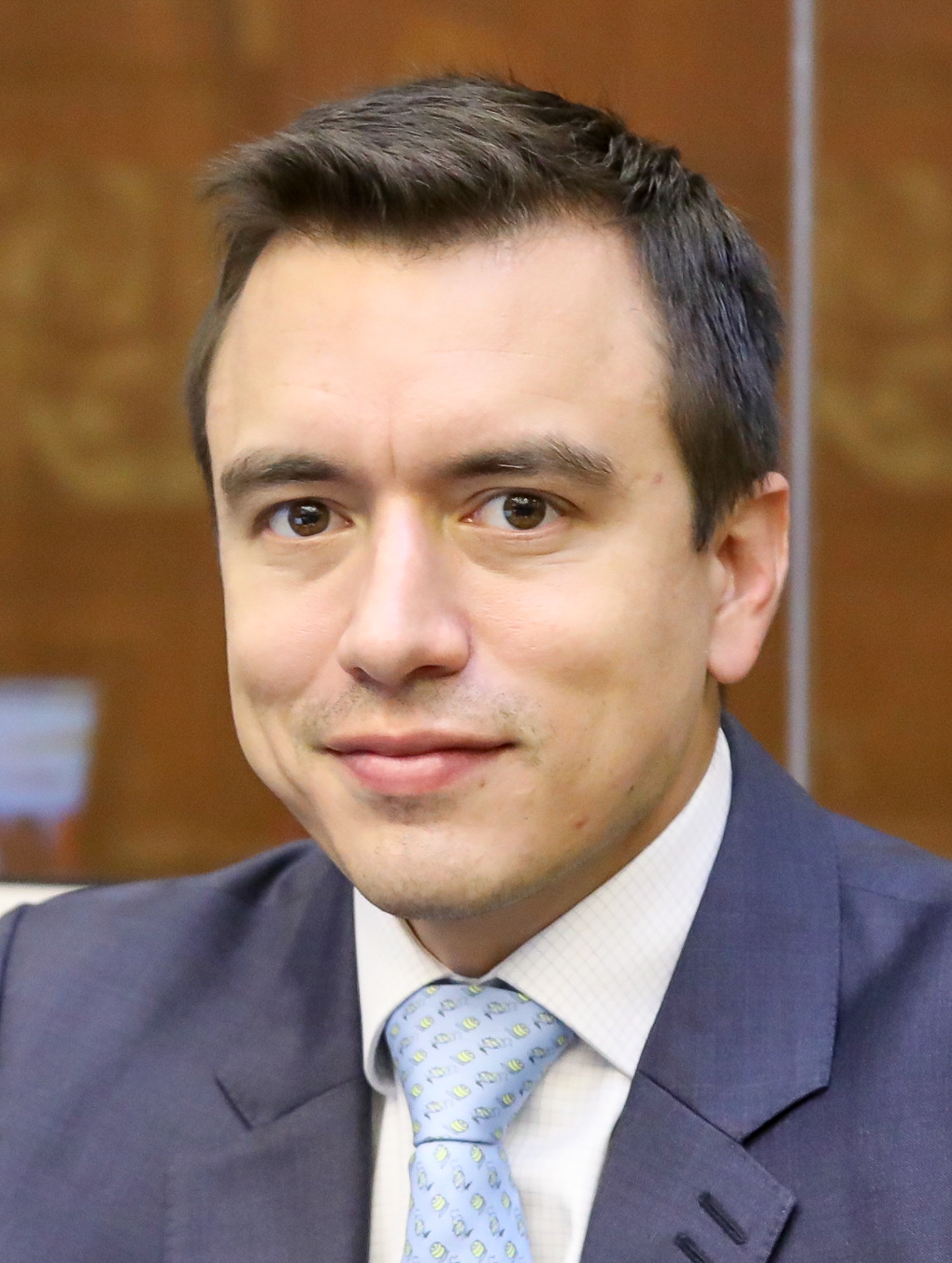
Daniel Noboa en 2022.

Il présente sa candidature à l'élection présidentielle équatorienne de 2023, étant soutenu par la coalition Action démocratique nationale (ADN), composée du parti Peuple, égalité et démocratie (PID) et du Mouvement MOVER, nouveau nom de l'ancienne Alianza País de l'ancien président Lenín Moreno.
Il mène une campagne jugée traditionnelle, qui s'appuie sur la fondation d'aides sociales Grupo Noboa fondée par ses parents, ainsi que sur ses liens tissés en tant que président de la Commission sur le développement économique. Il fait campagne sur la fourniture de services médicaux, de nourriture, de semences et d'intrants agricoles, comme le faisait son père. Son programme se focalise sur la création d'emplois, des réductions d'impôts pour la création d'entreprises, et un durcissement des peines pour les importantes évasions fiscales. Il s'éloigne ainsi de la rhétorique populiste de son père, choisissant plutôt de se concentrer sur des propositions pour attirer les investissements étrangers et développer le secteur des affaires de l'Équateur, qui sont bien accueillis par les investisseurs. Son programme économique reste toutefois éloigné des fondamentaux du libéralisme, puisqu'il préconise une politique de grands travaux publics pour créer de l'emploi, dans un pays où le travail informel touche plus de 50 % des actifs. Il promet également de rendre plus équitable et efficient le système judiciaire et de faire appel aux États-Unis et à Israël sur les questions sécuritaires. Classé au centre droit ou à droite, lui-même refuse cette étiquette et se dit de « centre gauche ». Sa colistière pour la vice-présidence, Verónica Abad, se définit comme « ultralibérale » et milite pour la privatisation de l’éducation et la suppression des aides sociales aux femmes seules, ainsi que pour l'interdiction de l'avortement.
À trente-cinq ans, il est le plus jeune des candidats en lice. Il se démarque dans la dernière semaine de la campagne par sa bonne performance au débat télévisé organisé entre les candidats le 14 août. Arrivé deuxième avec 23,5 % des voix, il se qualifie pour le second tour face à Luisa González à la surprise générale, les sondages d'opinion le classant alors loin derrière d'autres candidats. Le second tour aboutit ainsi à un duel classique entre gauche et droite, dont la ressemblance avec l'élection présidentielle de 2006 est remarquée, l’Équateur ayant vu cette année-là s'affronter au second tour Rafael Correa et Alvaro Noboa, respectivement mentor et père des deux candidats qualifiés en 2023. Sa coalition Action démocratique nationale arrive quant à elle troisième aux élections législatives organisées simultanément. Soutenu par les élites et tous les partis de droite, il l'emporte au second tour avec 51,8 % des voix,,.

### Président de la République

#### Investiture

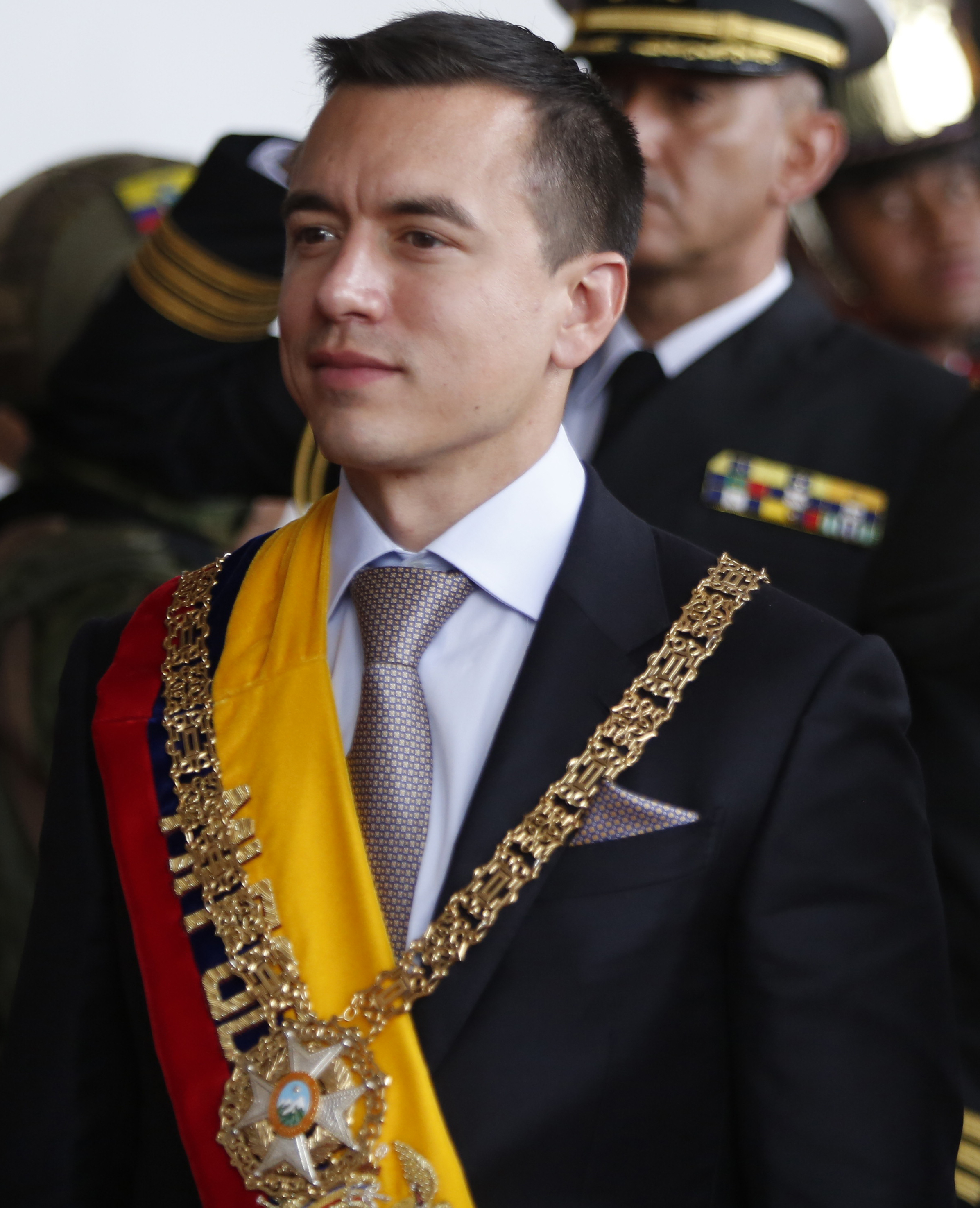
Daniel Noboa lors de son investiture.

Daniel Noboa prend ses fonctions de chef de l'État le 23 novembre 2023. À 35 ans, il devient ainsi le plus jeune président de l'histoire du pays,. Il doit alors terminer le reste du mandat de son prédécesseur, soit un an et demi.

#### Premier mandat
En conflit avec sa vice-présidente Verónica Abad dès les premiers jours de son mandat, il décide de l'éloigner en la nommant « collaboratrice de la paix » entre Israël et les Palestiniens, une mission qu’elle doit remplir depuis l’ambassade équatorienne à Tel Aviv. Il annonce dans la foulée la réorganisation de la vice-présidence afin de réduire les pouvoirs de celle-ci. Verónica Abad l’accuse alors de l’envoyer « mourir à la guerre »,.
Il arrive au pouvoir dans un fort contexte d'insécurité et de crise économique.
Fin 2023, pour réduire le problème de violence et de surpopulation dans le système pénitentiaire équatorien, le gouvernement propose la construction d'au moins six prisons de sécurité, l'expulsion de 1 500 prisonniers étrangers, et la location de trois navires qui pourront servir de prisons en mer, dans le but de séparer les détenus les plus dangereux pendant la construction de nouveaux établissements.
À partir de janvier 2024, l'Équateur est secoué par une vague de violence liée à l'action de groupes de narcotrafiquants. Daniel Noboa déclare le pays en état de « conflit armé interne ». Les autorités identifient 22 gangs comme « terroristes » afin de les traiter comme des « objectifs militaires », une décision ensuite validée à l'unanimité par le Parlement. L'opposition de gauche apporte son soutien au gouvernement : « L’heure est aujourd’hui à l’unité nationale. Le crime organisé a déclaré la guerre à l’État, et l’État doit l’emporter ». Certains analystes reprochent au président Noboa d'apporter une réponse exclusivement sécuritaire à la criminalité, sans faire d'annonces sur d’éventuelles réformes de la police et de la justice, réputées très corrompues, ou de politique sociale pour lutter contre les causes profondes de la violence.

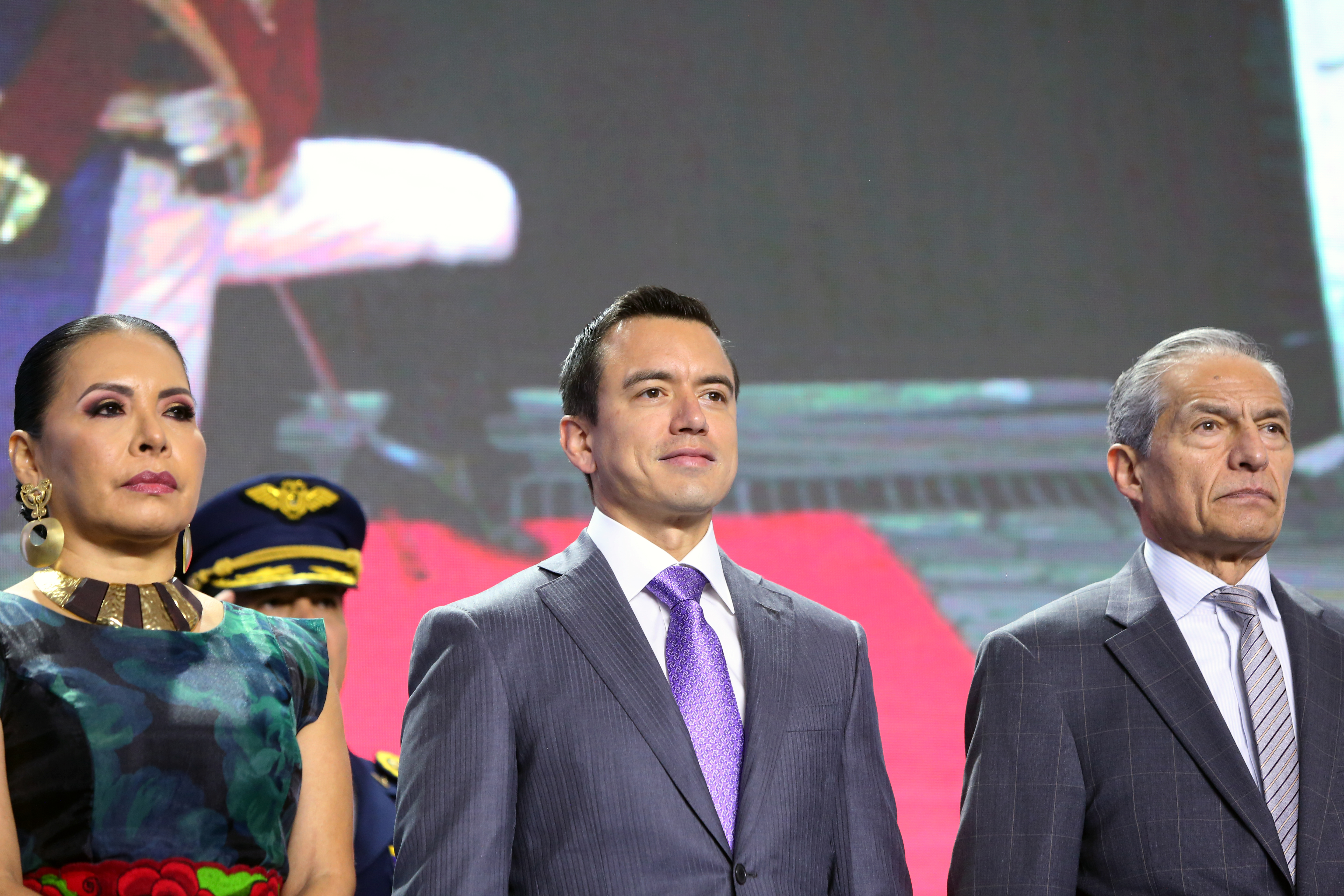
Daniel Noboa lors de la cérémonie d'ouverture du référendum constitutionnel de 2024.

Le conflit amène Daniel Noboa à soumettre plusieurs projets à référendum le 21 avril 2024. Neuf des onze projets, principalement d'ordre sécuritaire, sont approuvés par les électeurs, dont notamment l'implication des forces armées dans des missions de sécurité intérieure, ainsi que l'extradition des criminels vers d'autres pays. Le succès du référendum est perçu comme un atout pour Daniel Noboa en vue de l'élection présidentielle équatorienne de 2025,.
Mais son bilan économique et sécuritaire reste critiqué : selon l'AFP, « sur la côte sud-ouest de l'Équateur, les gangs de trafiquants de drogue opèrent en toute impunité et les habitants terrifiés constatent les limites de la politique du président sortant Daniel Noboa en matière de sécurité, dans ce territoire devenu une zone de non-droit ». Par ailleurs, les coupures d'électricité ont été récurrentes et systématiques, atteignant parfois 14 heures par jour, même dans les grandes villes et les centres industriels. La pauvreté a augmenté pour atteindre 28 % de la population, ce qui représente plus de 5,2 millions de personnes dont les revenus sont inférieurs à 91,43 dollars par mois, selon l'Institut national de la statistique et du recensement (INEC). L'emploi informel a atteint 58 % de la population active, son niveau le plus élevé depuis décembre 2007. La croissance du pays est l'une des plus faibles du sous-continent en 2024 avec l'Argentine. En avril 2024, Noboa a augmenté la TVA de 12 % à 15 %, augmentant ainsi le coût de la vie pour la majorité de la population.

#### Second mandat

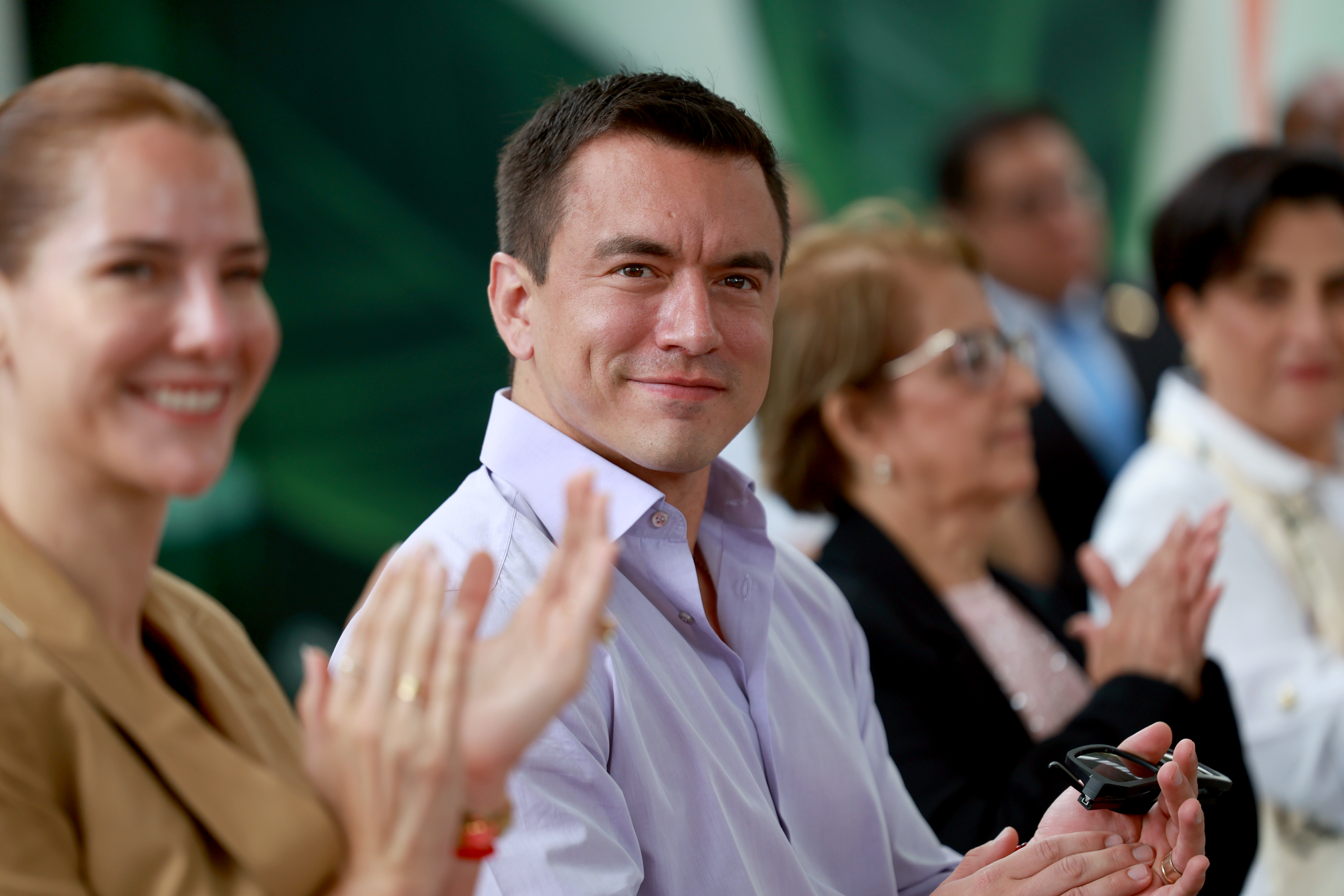
Daniel Noboa en mars 2025.

En vue de l'élection présidentielle de 2025, Daniel Noboa prend comme colistière María José Pinto alors que Verónica Abad Rojas, avec laquelle il est toujours en conflit, a été suspendue de ses fonctions de vice-présidente.
Il arrive en tête du premier tour avec 44,2 % des suffrages exprimés, seulement 0,2 point devant la candidate de gauche qu'il avait déjà affrontée en 2023, Luisa González. Son parti termine premier des élections législatives en voix, mais un siège derrière la coalition de gauche. Souvent jugé mauvais communiquant, il multiplie les apparitions dans l'entre-deux-tours et axe sa campagne sur la question sécuritaire. Réclamant à nouveau le soutien de la communauté internationale, il s'affiche au côté de Donald Trump deux semaines avant le vote.
Au second tour, que les sondages annonçaient très serré, il l'emporte avec plus de 55 % des voix. L'opposition demande alors un recompte des voix en invoquant, sans preuves, des fraudes,,,,, tandis que les observateurs internationaux, dont ceux de l'Union européenne et de l'Organisation des États américains, affirment que les élections ont été libres et équitables, rejetant les accusations de fraude,. Il prête serment pour son second mandat le 25 mai 2025. Noboa est encore éligible à un troisième mandat en 2029, le premier n'étant pas comptabilisé puisqu'il terminait alors le mandat de son prédécesseur.